# ジョン・カーティー

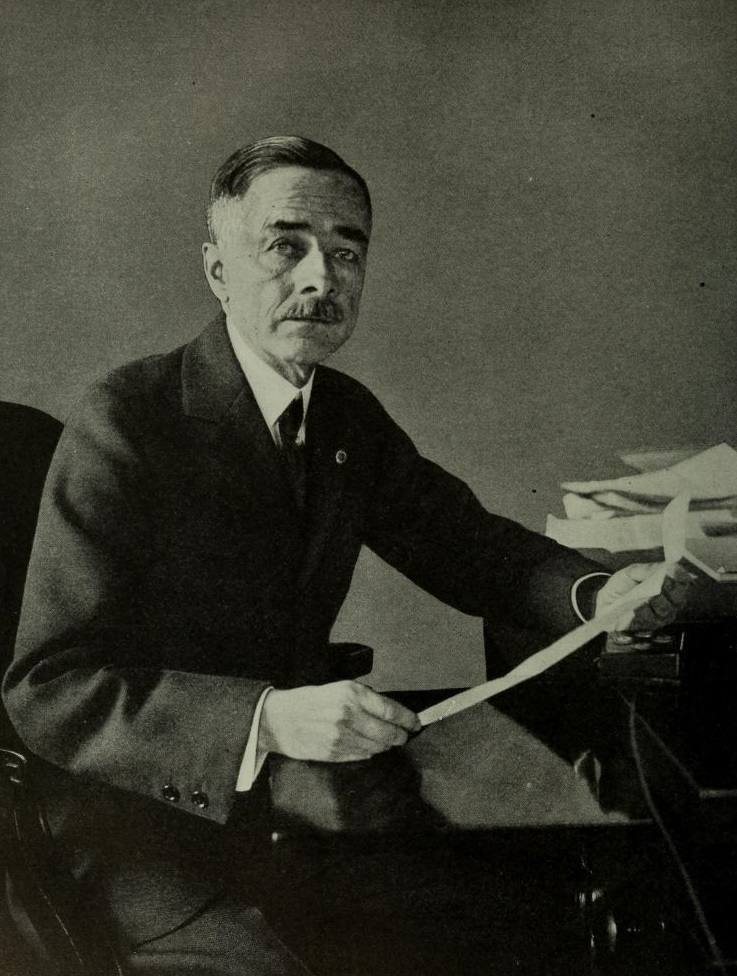
J. J. カーティ

ジョン・ジョセフ・カーティー（John Joseph Carty, 1861年4月14日 - 1932年12月27日）は、マサチューセッツ州ケンブリッジ出身のアメリカ人電子工学者である。電話線の発展とそれに関する技術に貢献し、1917年にエジソンメダル、1928年にジョン・フリッツ・メダルを受賞した。1932年に米国科学アカデミーから第1回のジョン・カーティー賞を受賞し、この賞には自身の名が付けられた。